# Mark McKoy
Mark Anthony McKoy (Georgetown, 10 de dezembro de 1961) é um ex-atleta e campeão olímpico canadense.
Nascido na Guiana, na América do Sul, sua família mudou-se quando ainda era criança para a Inglaterra, antes dele radicar-se no Canadá na adolescência. Cursou a Universidade Clemson, na Carolina do Sul, Estados Unidos, antes de abandonar os estudos.
McKoy apareceu na cena internacional do atletismo ao ganhar a medalha de ouro dos 110 m c/ barreiras dos Jogos da Commonwealth de 1982, em Brisbane, Austrália, onde também conquistou a prata no revezamento 4X100 m. No ano, seguinte, porém, decepcionou conseguindo apenas um sétimo lugar no Campeonato Mundial de Atletismo de Helsinque.
Em Seul 1988, sua estréia em Jogos Olímpicos, McKoy ficou em sétimo nos 100 m c/ barreiras, uma corrida desastrosa onde derrubou várias barreiras do percurso. Seu colega de equipe, Ben Johnson, vencedor dos 100 m, foi pego no exame antidoping. Com isso, McKoy se retirou da prova de dos 4X100 m onde estava inscrito com Johnson. Na investigação que se seguiu, levada a cabo pelo governo canadense sobre o uso de drogas no esporte, McKoy foi um dos atletas do técnico Charlie Francis - o mesmo de Johnson - que admitiu também fazer uso de substâncias proibidas, sendo supenso por dois anos das competições. Em seu retorno, no mundial de Tóquio 1991, ficou com o quarto lugar da prova, fora do pódio de medalhas.
Seu grande momento na carreira foi em 1992. No primeiro semestre do ano, ele bateu seis vezes sua melhor marca nas barreiras, estabelecendo um novo recorde canadense de 13s11 em 23 de maio. Em Barcelona 1992, ele finalmente parecia superar o fato de não conseguir chegar ao pódio nos grandes eventos internacionais, quando venceu facilmente todas as suas provas eliminatórias. Na final, disparando com rápida largada como era de seu estilo, McKoy, apesar de mais uma vez bater na última barreira, venceu  com vantagem, em 13s12, tornando-se o primeiro campeão olímpico canadense no atletismo em 60 anos.
Durante o período entre seu afastamento das pistas e o ouro em Barcelona, McKoy emigoru para a Áustria, de onde tornou-se cidadão em 1994. Nos anos seguintes à sua conquista olímpica, encerrou sua carreira competindo por seu novo país. Em 1994, em Linz, estabeleceu o recorde austríaco para os 110 m c/ barreiras, 13s50, que perdura até hoje. Em Atlanta 1996, sua última participação olímpica, competindo pela Áustria, não conseguiu chegar à final.